# Armeegruppe Guderian
De Armeegruppe Guderian was een Duitse Armeegruppe in de Tweede Wereldoorlog, genoemd naar de bevelhebber Generaloberst Heinz Guderian. De Armeegruppe was een samengestelde eenheid uit de Panzergruppe 2 en grote delen van het 4e Leger en kwam in actie van eind juli tot eind augustus 1941 in de centrale sector van het Oostfront.

## Krijgsgeschiedenis
Op 28 juli 1941 werd de Armeegruppe Guderian gevormd door uitbreiding van Panzergruppe 2 met eerst een en later drie legerkorpsen van het 4e Leger. 
Daarmee beschikte de Armeegruppe, naast de uit de 24e, 46e en 47e Gemotoriseerde Korpsen bestaande van Panzergruppe 2, ook over het 9e (al vanaf 23 juli), 7e (vanaf 28 juli) en 20e Legerkorps (vanaf 30 juli). De Armeegruppe nam deel aan de vernietiging van Groep Kachalov (Sovjet 28e Leger) en de reductie van de Smolensk pocket van 31 juli tot 6 augustus 1941. Daarna volgde samen met het 2e Leger een mars zuidwaarts en de inname van Gomel van 8 tot 21 augustus 1941. Hierbij trok de Armeegruppe op naar Starodub en het 2e Leger nam Gomel in.
Op 22 augustus 1941 werden de infanterie-legerkorpsen weer weggenomen en teruggegeven aan het 4e Leger. Daarmee werd Armeegruppe Guderian weer omgedoopt in Panzergruppe 2.

## Commandant
| Rang          | Naam           | Begin        | Eind             |
| ------------- | -------------- | ------------ | ---------------- |
| Generaloberst | Heinz Guderian | 28 juli 1941 | 22 augustus 1941 |